# Epsilon (film 1997)
Epsilon è un film del 1997, diretto da Rolf de Heer.